# Upplands runinskrifter 519
Upplands runinskrifter 519 eller Salmungestenen, är en vikingatida runsten som står vid sidan av en liten väg som går från Riksväg 77 ner till sjön Björkarn, mittemot uppfarten till Salmunge. 

## Inskriften
Inskriften börjar vid rundjurets huvud längst ned på högra sidan stenen. Runslingan går sedan motsols längs ytterkanten av runstenens framsida. Runorna själv pekar mot insidan av runslingan. Båda dessa egenskaper är atypiska för runstenar i Uppland. Dessutom innehåller inskriften ett flertal runkombinationer som inte har kunnat tolkas.

### Inskriften i runor
ᛁᚢᛒᚱᚾ᛫ᚢᚴ᛫ᛁᚾᛁ᛫ᚱᛁᛏᛁ᛫ᛁᚦᚱᚾ᛫ᛁᚠᛏᛁᛦ᛫ᛁᛦᛒᚱᚾ᛫ᚠᛅᚦᚢᚱ᛫ᛁᛋᛁᚾ᛫ᚦᚢᛚᛁᛦ᛫ᛁᚢᚴ᛫ᚱᚢᚾᛅᚱ᛫ᚦᛁᛋᛁ᛫ᛁᛋᛁᚴᚢᚦ

### Inskriften i translitterering
* iubrn : uk × ini : riti × iþrn : iftiR + iRbrn : faþur : isin : þuliR * iuk * runar × þisi × isi kuþ +

### Inskriften i normalisering
Iobiorn ok <ini> rettu <iþrn> æftiR GæiRbiorn(?), faður sinn. <þuliR> hiogg runaR þessi <isi> Guð.

### Inskriften i översättning
"Jobjörn och … reste … till minne av Gerbjörn(?), sin fader.
Tolir högg(?) dessa runor … Gud …"

## Historia
Runstenen har varit känt sedan 1600-talet. Ornamentiken och den omvända riktningen av runslingan skiljer sig från andra runstenar i Uppland. Runorna är välformade men det finns tre sekvenser i slingan, ini, iþrn och isi, som inte går att tolka. På tavlan vid runstenen beskrivs runristaren på grund av dessa kriterier som inte någon erfaren mästare. I den Samnordiska runtextdatabasen skrivs att Ristaren verkar runkunnig men ej skrivkunnig.